# لويس ميغيل هرنانديز
لويس ميغيل هرنانديز (بالإسبانية: Luis Miguel Hernández) (9 فبراير 1985 في السلفادور - ) هو لاعب كرة قدم سلفادوري في مركز الدفاع. شارك مع منتخب السلفادور لكرة القدم. أما مع النوادي، فقد لعب مع Atlético Balboa ‏ وC.D. Dragón ‏ ونادي لويس أنخيل فيربو ونادي أكويلا.

## وصلات خارجية
- لويس ميغيل هرنانديز على موقع الاتحاد الدولي (مؤرشف)  (الإنجليزية)
- لويس ميغيل هرنانديز على موقع قاعدة بيانات كرة القدم.إي يو (الإنجليزية)
- لويس ميغيل هرنانديز على موقع ناشيونال فوتبول تيمز (الإنجليزية)
- لويس ميغيل هرنانديز على موقع Soccerway.com (الإنجليزية)